# Подпилипье (Хмельницкая область)
Подпилипье (укр. Підпилип'я) — село в Каменец-Подольском районе Хмельницкой области Украины.
Население по переписи 2001 года составляло 460 человек. Почтовый индекс — 32330. Телефонный код — 3849. Занимает площадь 2400 км².

## Местный совет
78623, Хмельницкая обл., Каменец-Подольский р-н, с. Подпилипье, ул. 40-летия Победы, 9-В